# 1334 Lundmarka
Az 1334 Lundmarka (ideiglenes jelöléssel 1934 OB) a Naprendszer kisbolygóövében található aszteroida. Karl Wilhelm Reinmuth fedezte fel 1934. július 16-án, Heidelbergben.